# Carvers
Carvers também conhecido como as Carvers Station) é uma comunidade não incorporada no condado de Nye, estado de Nevada, nos Estados Unidos.

## Geografia
Carvers fica a uma elevação de 1.720 m de altitude. Possui o código zip 89045.

## História
Carvers foi fundada por Gerald and Jean Carver. Gerald Carver chegou ao Smoky Valley , no Nevada, em 1939 e adquiriu um rancho com 121,41 hectares. Mais tarde comprou mais terreno a Mimosa Pittman, viúva do senador Key Pittman. Decidiu abrir um café e bar para obter vantagens da abertura da estrada 8A em 1947 (atual Nevada State Route 376. O bar e o café "The Rainbow Ranch" abriram em abril de 1948 e receberam  o nome de Carvers Station pouco tempo depois.